# Idioma pertame
Pertame, también llamado Arrernte meridional or Aranda meridional, es una lengua arándica (pero no del grupo del idioma arrernte) de las tierras al sur de Alice Springs, a lo largo del río Finke, norte y noroeste del lugar habitado por hablantes de bajo arrernte. Ethnologue clasifica a Pertame como una variante del nombre de Lower Southern, pero otras fuentes varían en sus clasificaciones y descripciones de este idioma.

## Renacimiento del lenguaje
Con solo 20 hablantes fluidos para 2018, el Proyecto Pertame busca retener y revivir el idioma, encabezado por el anciano de Pertame, Christobel Swan.
A partir de 2020, Pertame es uno de los 20 idiomas priorizados como parte del Proyecto de apoyo a idiomas prioritarios, realizado por First Languages Australia y financiado por el Departamento de Comunicaciones y Artes. El proyecto tiene como objetivo "identificar y documentar idiomas en peligro crítico, aquellos idiomas para los que existe poca o ninguna documentación, donde no se han realizado grabaciones previamente, pero donde hay hablantes vivos".

## Hablantes
El renombrado artista Erlikilyika (Jim Kite) era un hablante de Pertame.